# 5763 (année hébraïque)
5763 (hébreu : ה'תשס"ג , abbr. : תשס"ג) est une année hébraïque qui a commencé à la veille au soir du 7 septembre 2002 et s'est finie le 26 septembre 2003. Cette année a compté 385 jours. Ce fut une année embolismique dans le cycle métonique, avec deux mois de Adar - Adar I et Adar II. Ce fut la seconde année depuis la dernière année de chemitta.
En l'an 5763, l'État d'Israël a fêté ses 55 ans d'indépendance.

## Calendrier
Ce calendrier hébraïque de l'année 5763 donne les correspondances avec les dates du calendrier grégorien.
Le premier nombre dans chaque case correspond au jour du mois hébraïque. Les jours en couleurs sont des jours remarquables juifs ou israéliens.
| ◄◄ | 5763 | ►► |

## Événements
- Embuscade de Hébron
- Élections législatives israéliennes de 2003

## Décès
- Abba Eban
- Ilan Ramon
- Isser Harel
- Shlomo Argov
- Meir Vilner

5758 - 5759 - 5760 - 5761 - 5762 - 5763 - 5764 - 5765 - 5766 - 5767 - 5768